# Danh sách tiểu hành tinh: 11001–11100
| Tên                  | Tên đầu tiên | Ngày phát hiện       | Nơi phát hiện           | Người phát hiện                  |
| -------------------- | ------------ | -------------------- | ----------------------- | -------------------------------- |
| 11001 Andrewulff     | 1979 MF      | 16 tháng 6 năm 1979  | La Silla                | H.-E. Schuster                   |
| 11002 Richardlis     | 1979 MD1     | 24 tháng 6 năm 1979  | Siding Spring           | E. F. Helin, S. J. Bus           |
| 11003 Andronov       | 1979 TT2     | 14 tháng 10 năm 1979 | Nauchnij                | N. S. Chernykh                   |
| 11004 Stenmark       | 1980 FJ1     | 16 tháng 3 năm 1980  | La Silla                | C.-I. Lagerkvist                 |
| 11005 Waldtrudering  | 1980 PP1     | 6 tháng 8 năm 1980   | La Silla                | R. M. West                       |
| 11006 Gilson         | 1980 TZ3     | 9 tháng 10 năm 1980  | Palomar                 | C. S. Shoemaker, E. M. Shoemaker |
| 11007 -              | 1980 VA3     | 1 tháng 11 năm 1980  | Palomar                 | S. J. Bus                        |
| 11008 -              | 1981 EO7     | 1 tháng 3 năm 1981   | Siding Spring           | S. J. Bus                        |
| 11009 -              | 1981 ET10    | 1 tháng 3 năm 1981   | Siding Spring           | S. J. Bus                        |
| 11010 -              | 1981 ET24    | 2 tháng 3 năm 1981   | Siding Spring           | S. J. Bus                        |
| 11011 KIAM           | 1981 UK11    | 22 tháng 10 năm 1981 | Nauchnij                | N. S. Chernykh                   |
| 11012 Henning        | 1982 JH2     | 15 tháng 5 năm 1982  | Palomar                 | Palomar                          |
| 11013 Kullander      | 1982 QP1     | 16 tháng 8 năm 1982  | La Silla                | C.-I. Lagerkvist                 |
| 11014 Svätopluk      | 1982 QY1     | 23 tháng 8 năm 1982  | Piszkéstető             | M. Antal                         |
| 11015 Romanenko      | 1982 SJ7     | 17 tháng 9 năm 1982  | Nauchnij                | N. S. Chernykh                   |
| 11016 Borisov        | 1982 SG12    | 16 tháng 9 năm 1982  | Nauchnij                | L. I. Chernykh                   |
| 11017 Billputnam     | 1983 BD      | 16 tháng 1 năm 1983  | Anderson Mesa           | E. Bowell                        |
| 11018 -              | 1983 CZ2     | 15 tháng 2 năm 1983  | Anderson Mesa           | N. G. Thomas                     |
| 11019 Hansrott       | 1984 HR      | 25 tháng 4 năm 1984  | Kleť                    | A. Mrkos                         |
| 11020 Orwell         | 1984 OG      | 31 tháng 7 năm 1984  | Kleť                    | A. Mrkos                         |
| 11021 Foderà         | 1986 AT2     | 12 tháng 1 năm 1986  | Anderson Mesa           | E. Bowell                        |
| 11022 Serio          | 1986 EJ1     | 5 tháng 3 năm 1986   | Anderson Mesa           | E. Bowell                        |
| 11023 -              | 1986 QZ      | 26 tháng 8 năm 1986  | La Silla                | H. Debehogne                     |
| 11024 -              | 1986 QC1     | 26 tháng 8 năm 1986  | La Silla                | H. Debehogne                     |
| 11025 -              | 1986 QJ1     | 27 tháng 8 năm 1986  | La Silla                | H. Debehogne                     |
| 11026 -              | 1986 RE1     | 2 tháng 9 năm 1986   | Kleť                    | A. Mrkos                         |
| 11027 Astafʹev       | 1986 RX5     | 7 tháng 9 năm 1986   | Nauchnij                | L. I. Chernykh                   |
| 11028 -              | 1987 UW      | 18 tháng 10 năm 1987 | Palomar                 | J. Mueller                       |
| 11029 -              | 1988 GZ      | 9 tháng 4 năm 1988   | Đài thiên văn Brorfelde | P. Jensen                        |
| 11030 -              | 1988 PK      | 13 tháng 8 năm 1988  | Siding Spring           | R. H. McNaught                   |
| 11031 -              | 1988 RC5     | 2 tháng 9 năm 1988   | La Silla                | H. Debehogne                     |
| 11032 -              | 1988 RE5     | 2 tháng 9 năm 1988   | La Silla                | H. Debehogne                     |
| 11033 -              | 1988 SH3     | 16 tháng 9 năm 1988  | Cerro Tololo            | S. J. Bus                        |
| 11034 -              | 1988 TG      | 9 tháng 10 năm 1988  | Gekko                   | Y. Oshima                        |
| 11035 -              | 1988 VQ3     | 12 tháng 11 năm 1988 | Gekko                   | Y. Oshima                        |
| 11036 -              | 1989 AW5     | 4 tháng 1 năm 1989   | Siding Spring           | R. H. McNaught                   |
| 11037 Distler        | 1989 CD6     | 2 tháng 2 năm 1989   | Tautenburg Observatory  | F. Börngen                       |
| 11038 -              | 1989 EE1     | 8 tháng 3 năm 1989   | Yorii                   | M. Arai, H. Mori                 |
| 11039 Raynal         | 1989 GH2     | 3 tháng 4 năm 1989   | La Silla                | E. W. Elst                       |
| 11040 Wundt          | 1989 RG1     | 3 tháng 9 năm 1989   | Haute Provence          | E. W. Elst                       |
| 11041 Fechner        | 1989 SH2     | 16 tháng 9 năm 1989  | La Silla                | E. W. Elst                       |
| 11042 Ernstweber     | 1989 VD1     | 3 tháng 11 năm 1989  | La Silla                | E. W. Elst                       |
| 11043 Pepping        | 1989 YX6     | 25 tháng 12 năm 1989 | Tautenburg Observatory  | F. Börngen                       |
| 11044 -              | 1990 DV      | 28 tháng 2 năm 1990  | Kushiro                 | S. Ueda, H. Kaneda               |
| 11045 -              | 1990 HH1     | 26 tháng 4 năm 1990  | Palomar                 | E. F. Helin                      |
| 11046 -              | 1990 OE4     | 30 tháng 7 năm 1990  | Palomar                 | H. E. Holt                       |
| 11047 -              | 1990 QL1     | 22 tháng 8 năm 1990  | Palomar                 | H. E. Holt                       |
| 11048 -              | 1990 QZ5     | 29 tháng 8 năm 1990  | Palomar                 | H. E. Holt                       |
| 11049 -              | 1990 RK2     | 14 tháng 9 năm 1990  | Palomar                 | H. E. Holt                       |
| 11050 Messiaen       | 1990 TE7     | 13 tháng 10 năm 1990 | Tautenburg Observatory  | F. Börngen, L. D. Schmadel       |
| 11051 Racine         | 1990 VH12    | 15 tháng 11 năm 1990 | La Silla                | E. W. Elst                       |
| 11052 -              | 1990 WM      | 20 tháng 11 năm 1990 | Siding Spring           | R. H. McNaught                   |
| 11053 -              | 1991 CQ6     | 3 tháng 2 năm 1991   | Kushiro                 | S. Ueda, H. Kaneda               |
| 11054 -              | 1991 FA      | 17 tháng 3 năm 1991  | Kitt Peak               | Spacewatch                       |
| 11055 Honduras       | 1991 GT2     | 8 tháng 4 năm 1991   | La Silla                | E. W. Elst                       |
| 11056 Volland        | 1991 LE2     | 6 tháng 6 năm 1991   | La Silla                | E. W. Elst                       |
| 11057 -              | 1991 NL      | 8 tháng 7 năm 1991   | Palomar                 | E. F. Helin                      |
| 11058 -              | 1991 PN10    | 7 tháng 8 năm 1991   | Palomar                 | H. E. Holt                       |
| 11059 Nulliusinverba | 1991 RS      | 4 tháng 9 năm 1991   | Palomar                 | E. F. Helin                      |
| 11060 -              | 1991 RA13    | 10 tháng 9 năm 1991  | Palomar                 | H. E. Holt                       |
| 11061 Lagerlöf       | 1991 RS40    | 10 tháng 9 năm 1991  | Tautenburg Observatory  | F. Börngen                       |
| 11062 -              | 1991 SN      | 30 tháng 9 năm 1991  | Siding Spring           | R. H. McNaught                   |
| 11063 Poynting       | 1991 VC6     | 2 tháng 11 năm 1991  | La Silla                | E. W. Elst                       |
| 11064 Dogen          | 1991 WB      | 30 tháng 11 năm 1991 | Kagoshima               | M. Mukai, M. Takeishi            |
| 11065 -              | 1991 XE2     | 1 tháng 12 năm 1991  | Palomar                 | H. E. Holt                       |
| 11066 Sigurd         | 1992 CC1     | 9 tháng 2 năm 1992   | Palomar                 | C. S. Shoemaker, E. M. Shoemaker |
| 11067 Greenancy      | 1992 DC3     | 25 tháng 2 năm 1992  | Kitt Peak               | Spacewatch                       |
| 11068 -              | 1992 EA      | 2 tháng 3 năm 1992   | Kushiro                 | S. Ueda, H. Kaneda               |
| 11069 -              | 1992 EV4     | 1 tháng 3 năm 1992   | La Silla                | UESAC                            |
| 11070 -              | 1992 EV9     | 2 tháng 3 năm 1992   | La Silla                | UESAC                            |
| 11071 -              | 1992 EU14    | 1 tháng 3 năm 1992   | La Silla                | UESAC                            |
| 11072 Hiraoka        | 1992 GP      | 3 tháng 4 năm 1992   | Kitami                  | K. Endate, K. Watanabe           |
| 11073 Cavell         | 1992 RA4     | 2 tháng 9 năm 1992   | La Silla                | E. W. Elst                       |
| 11074 Kuniwake       | 1992 SC1     | 23 tháng 9 năm 1992  | Kitami                  | K. Endate, K. Watanabe           |
| 11075 Dönhoff        | 1992 SP26    | 23 tháng 9 năm 1992  | Tautenburg Observatory  | F. Börngen                       |
| 11076 -              | 1992 UR      | 21 tháng 10 năm 1992 | Kiyosato                | S. Otomo                         |
| 11077 -              | 1992 WB2     | 18 tháng 11 năm 1992 | Kushiro                 | S. Ueda, H. Kaneda               |
| 11078 -              | 1992 WH2     | 18 tháng 11 năm 1992 | Kushiro                 | S. Ueda, H. Kaneda               |
| 11079 Mitsunori      | 1993 AJ      | 13 tháng 1 năm 1993  | Kitami                  | K. Endate, K. Watanabe           |
| 11080 -              | 1993 FO      | 23 tháng 3 năm 1993  | Lake Tekapo             | A. C. Gilmore, P. M. Kilmartin   |
| 11081 Persäve        | 1993 FA13    | 21 tháng 3 năm 1993  | La Silla                | UESAC                            |
| 11082 Spilliaert     | 1993 JW      | 14 tháng 5 năm 1993  | La Silla                | E. W. Elst                       |
| 11083 Caracas        | 1993 RZ6     | 15 tháng 9 năm 1993  | La Silla                | E. W. Elst                       |
| 11084 Giò            | 1993 SG3     | 19 tháng 9 năm 1993  | Farra d'Isonzo          | Farra d'Isonzo                   |
| 11085 Isala          | 1993 SS6     | 17 tháng 9 năm 1993  | La Silla                | E. W. Elst                       |
| 11086 Nagatayuji     | 1993 TC1     | 11 tháng 10 năm 1993 | Kitami                  | K. Endate, K. Watanabe           |
| 11087 Yamasakimakoto | 1993 TK1     | 15 tháng 10 năm 1993 | Kitami                  | K. Endate, K. Watanabe           |
| 11088 -              | 1993 UN      | 19 tháng 10 năm 1993 | Nachi-Katsuura          | Y. Shimizu, T. Urata             |
| 11089 -              | 1994 CS8     | 8 tháng 2 năm 1994   | Mérida                  | O. A. Naranjo                    |
| 11090 Popelin        | 1994 CT12    | 7 tháng 2 năm 1994   | La Silla                | E. W. Elst                       |
| 11091 Thelonious     | 1994 DP      | 16 tháng 2 năm 1994  | Kitt Peak               | Spacewatch                       |
| 11092 Iwakisan       | 1994 ED      | 4 tháng 3 năm 1994   | Oizumi                  | T. Kobayashi                     |
| 11093 -              | 1994 HD      | 17 tháng 4 năm 1994  | Siding Spring           | R. H. McNaught                   |
| 11094 Cuba           | 1994 PG17    | 10 tháng 8 năm 1994  | La Silla                | E. W. Elst                       |
| 11095 Havana         | 1994 PJ22    | 12 tháng 8 năm 1994  | La Silla                | E. W. Elst                       |
| 11096 -              | 1994 RU1     | 1 tháng 9 năm 1994   | Palomar                 | E. F. Helin                      |
| 11097 -              | 1994 UD1     | 31 tháng 10 năm 1994 | Nachi-Katsuura          | Y. Shimizu, T. Urata             |
| 11098 Ginsberg       | 1995 GC2     | 2 tháng 4 năm 1995   | Kitt Peak               | Spacewatch                       |
| 11099 Sonodamasaki   | 1995 HL      | 20 tháng 4 năm 1995  | Kitami                  | K. Endate, K. Watanabe           |
| 11100 Lai            | 1995 KC      | 22 tháng 5 năm 1995  | Bologna                 | Osservatorio San Vittore         |